# Batbajan
Batbajan ali Bat (Tsar) Bajan, tudi Bajan ali Bojan, Bezmer ali Bezmes (bolgarsko Батбаян, latinizirano: Batbajan ali Бат Баян, Bat Bajan), vladar Velike Bolgarije iz klana Dilo, * ni znano, † 690.
Večina zgodovinarjev enači Batbajana s knyazom Bezmerjem iz Imenika bolgarskih knyazov in meni, da je bil najstarejši sin knyaza Kubrata. Med Kubratovo vladavino je bil vodja najštevilnejšega plemena Kutrigurov. Druga Kubratova sinova sta vodila drugi dve največji prabolgarski plemeni: Kotrag Utigure in Asparuh Onogure.
Po očetovi smrti je na čelo plemenske zveze stopil Batbajan. Plemenska zveza je kmalu zatem razpadla in med brati in njihovimi plemeni se je vnela vojna za nasledstvo. Spore so izkoristili Hazari in leta 671 od vzhoda napadli Veliko Bolgarijo. Prvi udarec so utrpeli Onoguri, ki so naseljevali najbolj vzhodne dele države, za njimi pa Utiguri, ki so bili naseljeni na jugovzhodu. Hazari  so njihov upor hitro strli. Asparuh se je z manjšim delom Onogurov in Kutrigurov umaknil na zahod preko Dnepra, Kotrag s svojimi Kurtiguri pa  proti severu v medrečje Volge in Kame. Leta 672 je bil Batbajan dokončno poražen (po podatkih iz knjige Baradž Tarih leta 669) in postal hazarski vazal.
Batbajan in njegovi nasledniki so imeli vazalski naslov baltavar in so vladali na ozemljih, ki so jih naseljevali potomci Kubratovih Prabolgarov, imenovanih tudi Črni Prabolgari, s središčem v Bosporju na polotoku Krimu. Pokoritev Asparuhovih in Kotragovih plemen je bilo samo še vprašanje časa, če ne bi leta 670 z juga preko Derbentskega prelaza vdrli Arabci, ki so preusmerili hazarsko pozornost proti jugu.
O Batbajanovih naslednikih je zelo malo podatkov, razen da sta bila leta 765 baltavarja Tat Utjak in njegov mlajši brat Tat Ugek. Ona in njuni potomci so živeli ob spodnjem Donu in Kubanu do velike tatarske invazije leta 1236-1241.